# Церква Пресвятої Трійці (Микуличин)
Церква Пресвятої Трійці — дерев'яна церква, яка знаходиться у с.Микуличин, Івано-Франківської області. 

## Архітектура
Побудована відповідно до канонів гуцульського дерев’яного храмового зодчества тричастинну хрестову в плані з короткими бічних гілками і широким центральним зрубом. Усі частини будівлі, крім нижнього ярусу із зовнішніх фасадів, покриті бляхою. До західної гілки примикає тамбур. У південно-західній частині комплексу височіє стара триярусна дзвіниця, якій повернули її первісний вигляд. Цікавим в її устрої є поєднання рубано-каркасної структури (перший ярус – рубаний, другий – каркасний, третій – аркадна галерея), і, так само, чотири яруси підшарій на кронштейнах різного ступеня виносу.
Нова надбрамна дзвіниця являє собою двоярусну споруду з членуванням на три частини на верхньому з домінуючою центральною. Нижні, викладені з цегли з подальшим потинкуванням пілони, візуально відокремлює від верхніх опорних колон широке між’ярусне підшарря. Увінчано спорудження трьома главками.
Повінь 1911 року в Микуличині була настільки сильною, а її наслідки настільки руйнівними, що Троїцьку церкву довелося відновлювати після нього аж два роки, заодно удосконаливши будови комплексу – храм вкрили бляхою, а дзвіницю – гонтом. Пізніші модернізації польського періоду (після Першої світової війни ці землі опинилися в складі республіки) торкнулися малозначних деталей як то: хрестів, грат на вікнах, графіки внутрішніх інтер’єрів .

## Історія
Зведений за два роки, церква була освячена в храмовий день святої мучениці Параскеви 1868 року в присутності практично всієї громади і названа на честь Пресвятої Трійці. Вражає строкатий внутрішній інтер’єр, розписаний видатним українським художником Корнилом Устияновичем.
У роки Другої світової війни окупанти із церкви вивезли чотири срібних дзвони. Вага найбільшого - 5 тонн).
В радянські часи церква охоронялась як пам'ятка архітектури Української РСР (№ 1140).

## Див.також
- Микуличин
- Церква святого Василія Великого (Черче);
- Церква Благовіщення Пречистої Діви Марії (Коломия);
- Церква Різдва Пресвятої Богородиці (Ворохта);
- Церква Різдва Пресвятої Богородиці (Криворівня).